# Buñola
Buñola (oficialmente en catalán: Bunyola) es una localidad y municipio español de las Islas Baleares. Está situado en la isla de Mallorca, en la parte centro-este de la comarca de la Sierra de Tramontana. Limita con Palma de Mallorca, Marrachí, Santa María del Camino, Alaró, Escorca, Sóller, Deyá y Valdemosa. Contaba con 6714 habitantes en el año 2018.
Iglesia barroca de San Mateo (siglo XVIII) con imagen gótica de Nuestra Señora de las Nieves.
En el término municipal de Buñola se encuentran también los núcleos de Palmañola, Sa Fonts Seca y Orient, además de las importantes posesiones de Raixa y Alfabia.
El día 5 de agosto se celebra la fiesta de la Virgen de las Nieves, patrona del pueblo. El día 21 de septiembre se celebra la fiesta de San Mateo, su patrón. El día 4 de diciembre se celebra la fiesta de Santa Bárbara, la copatrona.

## Demografía
Buñola cuenta con una población de 7490 habitantes (INE 2024).
| Gráfica de evolución demográfica de Buñola entre 1842 y 2021 |
| |
| Población de derecho según los censos de población del INE. Población de hecho según los censos de población del INE.En estos censos se denominaba Buñola: 1842, 1857, 1860, 1877, 1887, 1897, 1900, 1910, 1920, 1930, 1940, 1950, 1960, 1970 y 1981. |

## Toponimia

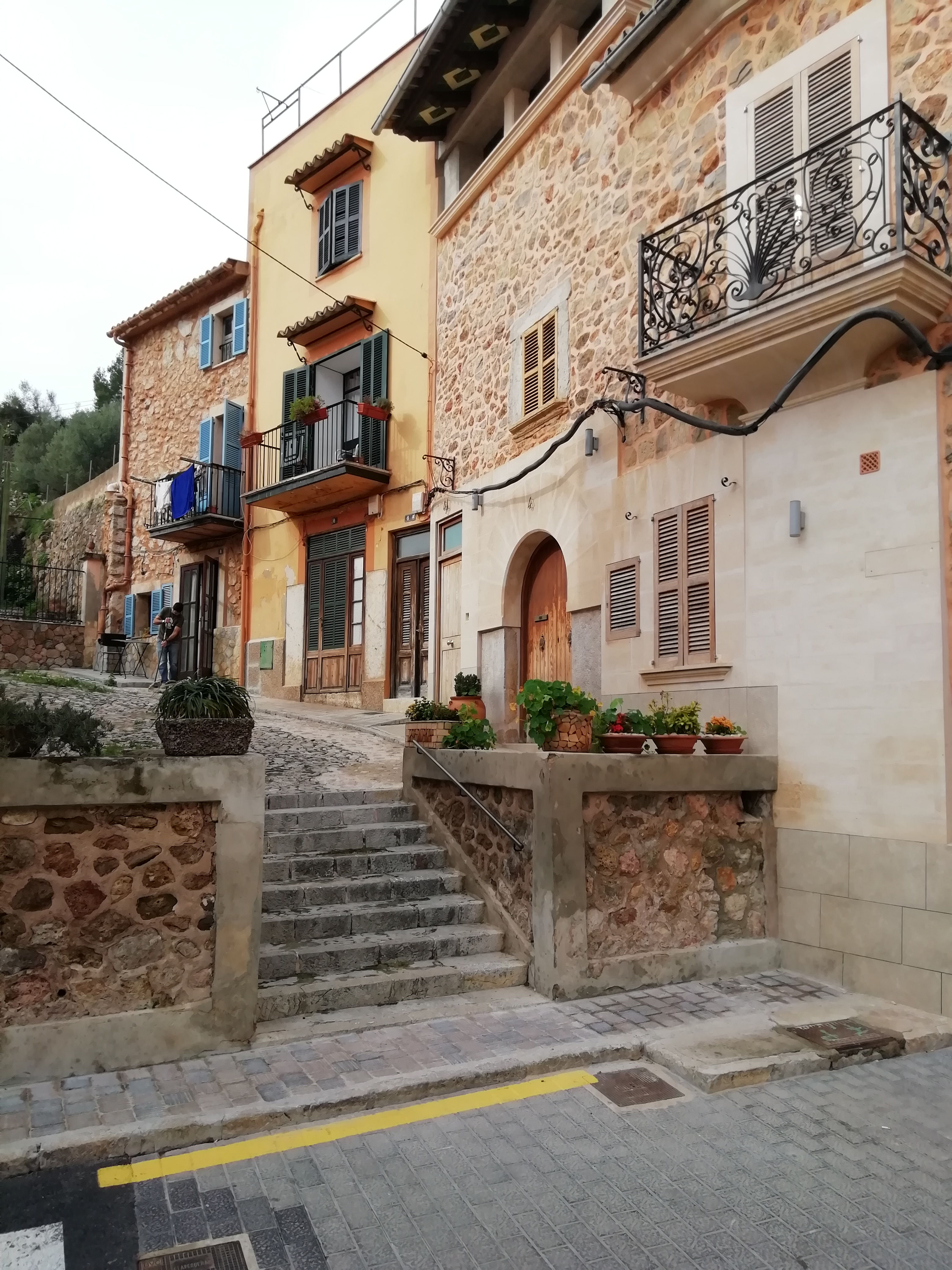
Calle de Buñola

El topónimo «Buñola» o «Bunyola» podría proceder del árabe bunia, entendido como 'construcción hecha de cal y canto' según unos; otros derivan el nombre del latín vineola, 'pequeño viñedo'. De la misma lengua se ha dicho que podría proceder el nombre de la población, pero del término balneola, forma diminutiva de balnea traducida como 'pequeños baños'. También se ha dicho que su origen podría ser la voz griega bunos-bunia, que significa 'montaña'. Fonética y topográficamente sería factible que fuese un diminutivo del bony o bonya, término catalán que significa 'cima amplia de una montaña'; esta teoría explicaría además el origen del nombre de la villa gerundense de Bruñola y de Buñola, finca situada en el municipio de Bañalbufar.